# Liste des représentants permanents de la France au Conseil de sécurité de l'ONU

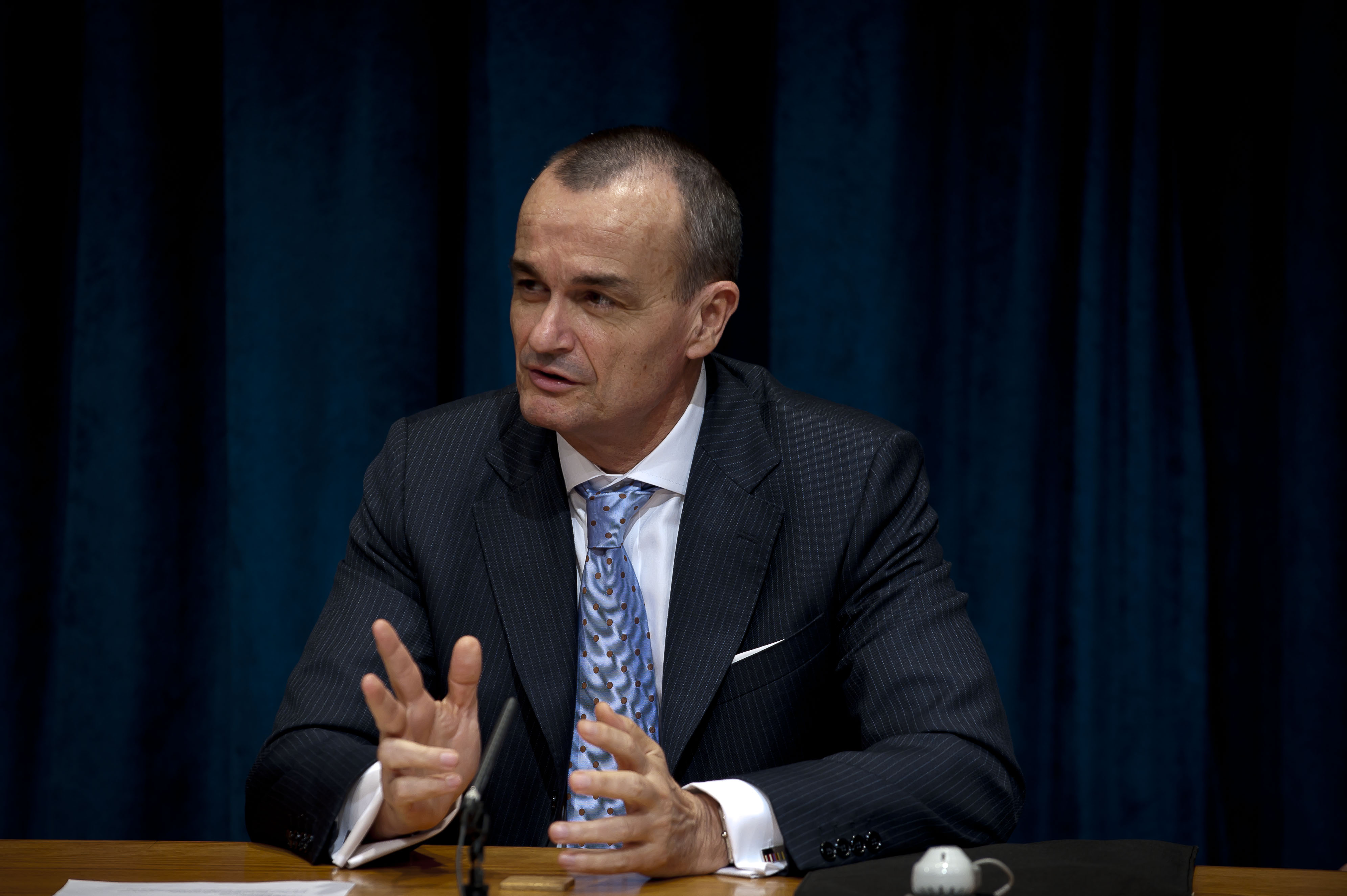
Gérard Araud a été le représentant permanent de la France au Conseil de sécurité de l'ONU entre 2009 et 2014. À l'occasion de la présidence française du Conseil de sécurité en mai 2011, il présente aux médias le programme de travail du Conseil.

Cet article recense les diplomates qui, depuis 1946, ont occupé auprès des Nations unies (actuellement au siège de New York) le poste de représentant permanent de la France au Conseil de sécurité et chef de la mission permanente de la France auprès des Nations unies.

## Liste
| Ambassadeur                 | Années de service | Secrétaire général des Nations unies               | Président de la République française                            | Décret |
| --------------------------- | ----------------- | -------------------------------------------------- | --------------------------------------------------------------- | ------ |
| Alexandre Parodi            | 1946–1949         | Trygve Lie                                         | Léon Blum (chef du gouvernement provisoire) puis Vincent Auriol |        |
| Jean Chauvel                | 1949–1952         | Trygve Lie                                         | Vincent Auriol                                                  | [ 1 ]  |
| Henri Hoppenot              | 1952–1955         | Trygve Lie puis Dag Hammarskjöld                   | Vincent Auriol puis René Coty                                   | [ 2 ]  |
| Hervé Alphand               | 1955–1956         | Dag Hammarskjöld                                   | René Coty                                                       | [ 3 ]  |
| Bernard Cornut-Gentille     | 1956              | Dag Hammarskjöld                                   | René Coty                                                       | [ 4 ]  |
| Guillaume Georges-Picot     | 1956–1959         | Dag Hammarskjöld                                   | René Coty puis Charles de Gaulle                                | [ 5 ]  |
| Armand Bérard               | 1959–1962         | Dag Hammarskjöld puis U Thant                      | Charles de Gaulle                                               | [ 6 ]  |
| Roger Seydoux de Clausonne  | 1962–1967         | U Thant                                            | Charles de Gaulle                                               | [ 7 ]  |
| Armand Bérard               | 1967–1970         | U Thant                                            | Charles de Gaulle puis Georges Pompidou                         | [ 8 ]  |
| Jacques Kosciusko-Morizet   | 1970–1972         | U Thant puis Kurt Waldheim                         | Georges Pompidou                                                | [ 9 ]  |
| Louis de Guiringaud         | 1972–1976         | Kurt Waldheim                                      | Georges Pompidou puis Valéry Giscard d'Estaing                  | [ 10 ] |
| Jacques Leprette            | 1976–1982         | Kurt Waldheim                                      | Valéry Giscard d'Estaing puis François Mitterrand               | [ 11 ] |
| Luc de La Barre de Nanteuil | 1982–1984         | Javier Pérez de Cuéllar                            | François Mitterrand                                             | [ 12 ] |
| Claude de Kémoularia        | 1984–1987         | Javier Pérez de Cuéllar                            | François Mitterrand                                             | [ 13 ] |
| Pierre-Louis Blanc          | 1987–1991         | Javier Pérez de Cuéllar                            | François Mitterrand                                             | [ 14 ] |
| Jean-Bernard Mérimée        | 1991–1995         | Javier Pérez de Cuéllar puis Boutros Boutros-Ghali | François Mitterrand puis Jacques Chirac                         | [ 15 ] |
| Alain Dejammet              | 1995–2000         | Boutros Boutros-Ghali puis Kofi Annan              | Jacques Chirac                                                  | [ 16 ] |
| Jean-David Levitte          | 2000–2002         | Kofi Annan                                         | Jacques Chirac                                                  | [ 17 ] |
| Jean-Marc de La Sablière    | 2002–2007         | Kofi Annan puis Ban Ki-moon                        | Jacques Chirac                                                  | [ 18 ] |
| Jean-Maurice Ripert         | 2007–2009         | Ban Ki-moon                                        | Nicolas Sarkozy                                                 | [ 19 ] |
| Gérard Araud                | 2009–2014         | Ban Ki-moon                                        | Nicolas Sarkozy et François Hollande                            | [ 20 ] |
| François Delattre           | 2014–2019         | Ban Ki-moon puis António Guterres                  | François Hollande et Emmanuel Macron                            | [ 21 ] |
| Nicolas de Rivière          | 2019–2025         | António Guterres                                   | Emmanuel Macron                                                 | [ 22 ] |
| Jérôme Bonnafont (d)        | depuis 2025       | António Guterres                                   | Emmanuel Macron                                                 | [ 23 ] |